# Mistrzostwa Ameryki Środkowej i Karaibów w Lekkoatletyce 2008
21. Mistrzostwa Ameryki Środkowej i Karaibów w Lekkoatletyce – zawody lekkoatletyczne zorganizowane w kolumbijskim Cali od 4 do 6 lipca 2008 roku.

## Rezultaty
| NR – rekord kraju |

### Mężczyźni
| Konkurencja           | 1. miejsce                                                                           | 1. miejsce | 2. miejsce                                                              | 2. miejsce | 3. miejsce                                                                           | 3. miejsce |
| --------------------- | ------------------------------------------------------------------------------------ | ---------- | ----------------------------------------------------------------------- | ---------- | ------------------------------------------------------------------------------------ | ---------- |
| 100 m                 | Darrel Brown · Trynidad i Tobago                                                     | 10,12      | Daniel Bailey · Antigua i Barbuda                                       | 10,18      | Henry Vizcaíno · Kuba                                                                | 10,34      |
| 200 m                 | Emmanuel Callender · Trynidad i Tobago                                               | 20,69      | Rondel Sorrillo · Trynidad i Tobago                                     | 20,71      | José Eduardo Acevedo · Wenezuela                                                     | 20,79      |
| 400 m                 | Renny Quow · Trynidad i Tobago                                                       | 45,27      | Michael Mathieu · Bahamy                                                | 45,66      | Omar Cisneros · Kuba                                                                 | 45,98      |
| 800 m                 | Andy González · Kuba                                                                 | 1:46,11    | Eduard Villanueva · Wenezuela                                           | 1:46,92    | Juan Pablo Soares · Meksyk                                                           | 1:47,18    |
| 1500 m                | Isaías Haro · Meksyk                                                                 | 3:45,15    | Nico José Herrera · Wenezuela                                           | 3:45,39    | Maury Surel Castillo · Kuba                                                          | 3:47,17    |
| 5000 m                | John Tello · Kolumbia                                                                | 14:21,21   | Isaías Haro · Meksyk                                                    | 14:35,81   | Javier Alexander Guarín · Kolumbia                                                   | 15:10,58   |
| 10 000 m              | Williams Naranjo · Kolumbia                                                          | 29:30,29   | Diego Colorado · Kolumbia                                               | 29:41,88   |                                                                                      |            |
| 110 m przez płotki    | Shamar Sands · Bahamy                                                                | 13,32w     | Paulo César Villar · Kolumbia                                           | 13,45w     | Héctor Cotto · Portoryko                                                             | 13,55w     |
| 400 m przez płotki    | Isa Phillips · Jamajka                                                               | 49,98      | Yasmany Copello · Kuba                                                  | 50,08      | Yeison Rivas · Kolumbia                                                              | 50,44      |
| 3000 m z przeszkodami | José Alberto Sánchez · Kuba                                                          | 8:53,24    | Alexander Greaux · Portoryko                                            | 9:12,70    | Yovanni Adame · Dominikana                                                           | 9:15,72    |
| skok wzwyż            | Víctor Moya · Kuba                                                                   | 2,25       | Trevor Barry · Bahamy                                                   | 2,25       | Jamal Wilson · Bahamy                                                                | 2,13       |
| skok o tyczce         | Lázaro Borges · Kuba                                                                 | 5,50       | Dominic Johnson · Saint Lucia                                           | 5,30       | Natanael Semeis · Dominikana                                                         | 4,80       |
| skok w dal            | Wilfredo Martínez · Kuba                                                             | 8,31       | Herbert McGregor · Jamajka                                              | 7,90       | Tyrone Smith · Bermudy                                                               | 7,80       |
| trójskok              | Leevan Sands · Bahamy                                                                | 17,29      | Héctor Dairo Fuentes · Kuba                                             | 17,23      | Alexis Copello · Kuba                                                                | 16,91      |
| pchnięcie kulą        | Alexis Paumier · Kuba                                                                | 19,60      | Manuel Repollet · Portoryko                                             | 18,43      | Carlos Jovanny García · Kolumbia                                                     | 17,70      |
| rzut dyskiem          | Jorge Fernández · Kuba                                                               | 58,60      | Yunio Lastre · Kuba                                                     | 58,00      | Jesús Parejoa · Wenezuela                                                            | 56,49      |
| rzut młotem           | Noleysi Vicet · Kuba                                                                 | 71,61      | Luis Martín García · Meksyk                                             | 66,36      | Raúl Rivera · Gwatemala                                                              | 64,58      |
| rzut oszczepem        | Aniel Boué · Kuba                                                                    | 74,98      | Dairon Márquez · Kolumbia                                               | 74,37      | Johnny Walter Viáfara · Kolumbia                                                     | 71,07      |
| dziesięciobój         | Yosley Azcuy · Kuba                                                                  | 7408       | Steven Marrero · Portoryko                                              | 7297       | Andrés Horacio Mantilla · Kolumbia                                                   | 7164       |
| chód na 20 000 m      | James Rendón · Kolumbia                                                              | 1:25:22,7  | Allan Segura · Kostaryka                                                | 1:27:57,2  | Claudio Erasmo Vargas · Meksyk                                                       | 1:28:51,6  |
| sztafeta 4 x 100 m    | Trynidad i Tobago · Keston Bledman · Marc Burns · Aaron Armstrong · Richard Thompson | 38,54      | Bahamy · Adrian Griffith · Derrick Atkins · Rodney Green · Shamar Sands | 39,22      | Saint Kitts i Nevis · Jason Rogers · Larry Inanga · Jevon Claxton · Delwayne Delaney | 40,81      |
| sztafeta 4 x 400 m    | Kuba · William Collazo · Yunier Pérez · Omar Cisneros · Yeimer López                 | 38,54      | Bahamy · Ramon Miller · Michael Mathieu · Avard Moncur · Andretti Bain  | 39,22      | Trynidad i Tobago · Renny Quow · Cowin Mills · Ade Alleyne-Forte · Stann Waithe      | 40,81      |

### Kobiety
| Konkurencja           | 1. miejsce                                                                                        | 1. miejsce | 2. miejsce                                                                         | 2. miejsce | 3. miejsce                                                                          | 3. miejsce |
| --------------------- | ------------------------------------------------------------------------------------------------- | ---------- | ---------------------------------------------------------------------------------- | ---------- | ----------------------------------------------------------------------------------- | ---------- |
| 100 m                 | Chandra Sturrup · Bahamy                                                                          | 11,20      | Sherry Fletcher · Grenada                                                          | 11,39      | Barbara Pierre · Haiti                                                              | 11,40      |
| 200 m                 | Debbie Ferguson-McKenzie · Bahamy                                                                 | 22,78      | Roxana Díaz · Kuba                                                                 | 22,82      | Darlenys Obregón · Kolumbia                                                         | 23,13      |
| 400 m                 | Indira Terrero · Kuba                                                                             | 50,98      | Gabriela Medina · Meksyk                                                           | 51,78      | Ginou Ettiene · Haiti                                                               | 52,20      |
| 800 m                 | Rosibel García · Kolumbia                                                                         | 2:05,90    | Sheena Gooding · Barbados                                                          | 2:06,60    | Cristina Guevara · Meksyk                                                           | 2:07,20    |
| 1500 m                | Rosibel García · Kolumbia                                                                         | 4:24,62    | Yamilé Alaluf · Meksyk                                                             | 4:25,43    | Muriel Coneo · Kolumbia                                                             | 4:28,92    |
| 5000 m                | Nora Letichia Rocha · Meksyk                                                                      | 16:41,27   | Bertha Sánchez · Kolumbia                                                          | 16:43,82   | María Isabel Montilla · Wenezuela                                                   | 16:53,42   |
| 10 000 m              | Bertha Sánchez · Kolumbia                                                                         | 35:16,36   | María Isabel Montilla · Wenezuela                                                  | 35:42,18   | Andreina de la Rosa · Dominikana                                                    | 36:43,36   |
| 100 m przez płotki    | Anay Tejeda · Kuba                                                                                | 12,61 NR   | Yenima Arencibia · Kuba                                                            | 12,95      | Aleesha Barber · Trynidad i Tobago                                                  | 12,98 NR   |
| 400 m przez płotki    | Josanne Lucas · Trynidad i Tobago                                                                 | 56,55      | Princesa Oliveros · Kuba                                                           | 57,44      | Yolanda Osana · Dominikana                                                          | 58,91      |
| 3000 m z przeszkodami | Ángela Figueroa · Kolumbia                                                                        | 10:18,23   | Milena Pérez · Kuba                                                                | 10:45,46   | Sonny García · Dominikana                                                           | 12:16,51   |
| skok wzwyż            | Levern Spencer · Saint Lucia                                                                      | 1,91       | Caterine Ibargüen · Kolumbia                                                       | 1,88       | Marierlis Rojas · Wenezuela                                                         | 1,79       |
| skok o tyczce         | Milena Agudelo · Kolumbia                                                                         | 4,10       | Keisa Monterola · Wenezuela                                                        | 4,00       |                                                                                     |            |
| skok w dal            | Bianca Stuart · Bahamy                                                                            | 6,54       | Shara Proctor · Anguilla                                                           | 6,54 NR    | Charisse Bacchus · Trynidad i Tobago                                                | 6,49       |
| trójskok              | Mabel Gay · Kuba                                                                                  | 14,19      | Yarianna Martínezs · Kuba                                                          | 13,95      | Ayanna Alexander · Trynidad i Tobago                                                | 13,30      |
| pchnięcie kulą        | Cleopatra Borel-Brown · Trynidad i Tobago                                                         | 18,39      | Yumileidi Cumbá · Kuba                                                             | 18,10      | Yaniuvis López · Kuba                                                               | 17,87      |
| rzut dyskiem          | Yarelis Barrios · Kuba                                                                            | 62,87      | Yania Ferrales · Kuba                                                              | 58,74      | Annie Alexander · Trynidad i Tobago                                                 | 54,56      |
| rzut młotem           | Candice Scott · Trynidad i Tobago                                                                 | 69,26      | Yunaika Crawford · Kuba                                                            | 69,03      | Eli Johana Moreno · Kolumbia                                                        | 67,09 NR   |
| rzut oszczepem        | Laverne Eve · Bahamy                                                                              | 56,36      | Yanet Cruz · Kuba                                                                  | 56,14      | Kateema Riettie · Jamajka                                                           | 54,90      |
| siedmiobój            | Yariadmis Argüelles · Kuba                                                                        | 5862       | Yasmiany Pedroso · Kuba                                                            | 5833       | Thaimara Solsiree Rivas · Wenezuela                                                 | 5302       |
| chód na 10 000 m      | Claudia Ortega · Meksyk                                                                           | 50:10,37   | Milángela Rosales · Wenezuela                                                      | 51:06,83   | Ingrid Hernández · Kolumbia                                                         | 52:44,84   |
| sztafeta 4 x 100 m    | Trynidad i Tobago · Semoy Hackett · Ayanna Hutchinson · Sasha Springer-Jones · Kelly-Ann Baptiste | 43,43 NR   | Kolumbia · Mirtha Brock · Felipa Palacios · Darlenys Obregón · Yomata Hinestroza   | 43,56      | Bahamy · Kristy White · Chandra Sturrup · Timicka Clarke · Debbie Ferguson-McKenzie | 44,03      |
| sztafeta 4 x 400 m    | Kuba · Aymée Martínez · Diosmely Peña · Daisurami Bonne · Indira Terrero                          | 3:27,97    | Meksyk · María Teresa Rugeior · Gabriela Medina · Nallely Vela · Zudikey Rodriguez | 3:29,94    | Bahamy · Sasha Rolle · Christine Amertil · Shakeitha Henfield · Crystal Strachan    | 3:35,57    |

## Tabela medalowa
| Klasyfikacja medalowa |                     |    |    |   |       |
| Miejsce               | Państwo             |    |    |   | Razem |
| 1                     | Kuba                | 17 | 12 | 5 | 34    |
| 2                     | Kolumbia            | 8  | 7  | 9 | 24    |
| 3                     | Trynidad i Tobago   | 8  | 1  | 5 | 14    |
| 4                     | Bahamy              | 6  | 4  | 3 | 13    |
| 5                     | Meksyk              | 3  | 5  | 3 | 11    |
| 6                     | Jamajka             | 1  | 1  | 1 | 3     |
| 7                     | Saint Lucia         | 1  | 1  | 0 | 2     |
| 8                     | Wenezuela           | 0  | 5  | 5 | 10    |
| 9                     | Portoryko           | 0  | 3  | 1 | 4     |
| =10                   | Anguilla            | 0  | 1  | 0 | 1     |
| =10                   | Antigua i Barbuda   | 0  | 1  | 0 | 1     |
| =10                   | Barbados            | 0  | 1  | 0 | 1     |
| =10                   | Kostaryka           | 0  | 1  | 0 | 1     |
| =10                   | Grenada             | 0  | 1  | 0 | 1     |
| 15                    | Dominikana          | 0  | 0  | 5 | 5     |
| 16                    | Haiti               | 0  | 0  | 2 | 2     |
| =17                   | Bermudy             | 0  | 0  | 1 | 1     |
| =17                   | Gwatemala           | 0  | 0  | 1 | 1     |
| =17                   | Saint Kitts i Nevis | 0  | 0  | 1 | 1     |